# William Frederic Wake-Walker
William Frederic Wake-Walker (24 marzo 1888 – 24 settembre 1945) è stato un ammiraglio britannico.

## Biografia
Durante l'evacuazione del corpo di spedizione britannico a Dunkerque nel maggio 1940, comandò le operazioni di sgombero nel canale della Manica. Nel 1941 divenne ammiraglio e comandò la squadra di incrociatori che avvistò e inseguì la corazzata tedesca Bismarck nella sua unica uscita nell'Oceano Atlantico. Successivamente divenne Terzo lord del mare.